# جلال شنگور
علی مهمت جلال شنگور (به ترکی استانبولی: Ali Mehmet Celâl Şengör) (زاده ۲۴ مارس ۱۹۵۵) زمین‌شناس ترک است. وی هم‌اکنون در گروه مهندسی زمین‌شناسی در دانشکده دانشگاه فنی استانبول مشغول فعالیت است. شنگور پس از فارغ‌التحصیلی از کالج رابرت، در سال ۱۹۸۲ مدرک دکترای خود از دانشگاه ایالتی نیویورک، آلبانی دریافت کرد. او همچنین یک ستون هفتگی علم به زبان ساده را در روزنامه چپ مرکزی جمهوریت می‌نویسد. او متأهل است و یک فرزند دارد به نام عاصم شنگور دارد.